# Crisocol·la
La crisocol·la és un mineral de la classe dels silicats (fil·losilicats). El nom va ser utilitzat per primera vegada per Teofrast l'any 315 aC i ve del grec chrysos, que significa 'd'or', i kolla, que significa 'cola' (adhesiu), en al·lusió al nom del material que usaven per a soldar l'or fa 23 segles a la Grècia hel·lenística. André-Jean-François-Marie Brochant de Villiers va reviure el nom el 1808.

## Característiques
És un silicat de coure hidratat, de vegades denominat coure silici. La crisocol·la es troba generalment formant masses botrioides o arrodonides i escorces, o obturacions de venes. A causa del seu color clar, de vegades és confosa amb la turquesa. Els exemplars més purs se'n poden polir i s'empren com a pedra ornamental, similar a la turquesa, encara que no se sol usar com a gemma. En mineria ha estat emprada per a l'extracció de coure, encara que no és gaire valuosa comparada amb altres menes de coure més rendibles.

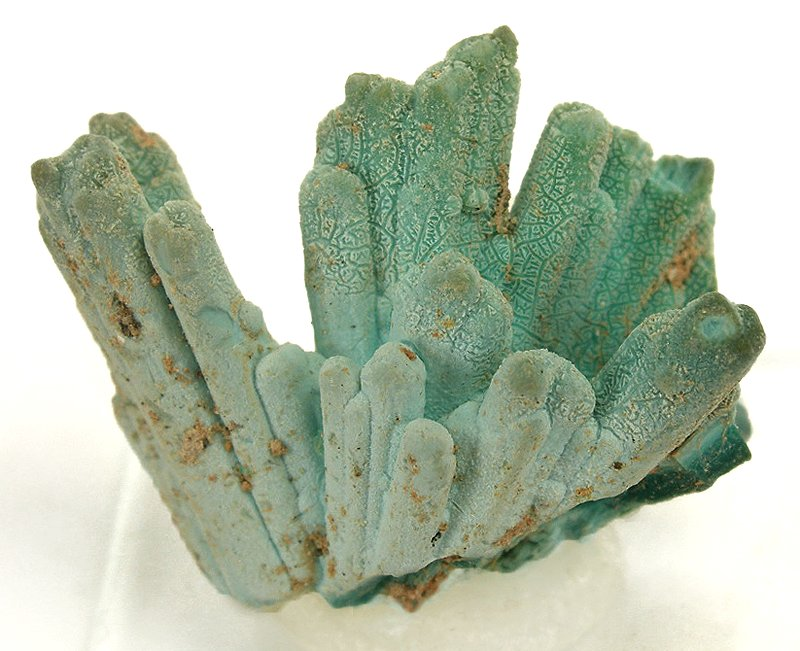
Crisocol·la pseudomòrfica d'atzurita
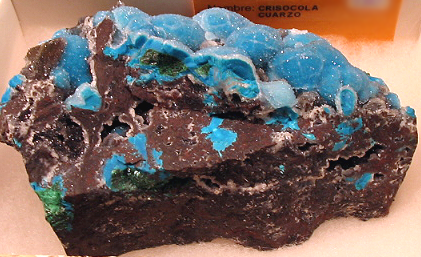
Crisocol·la sobre quars
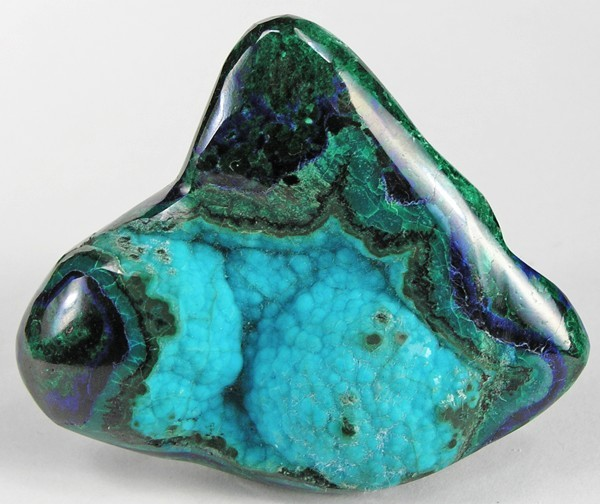
Crisocol·la polida
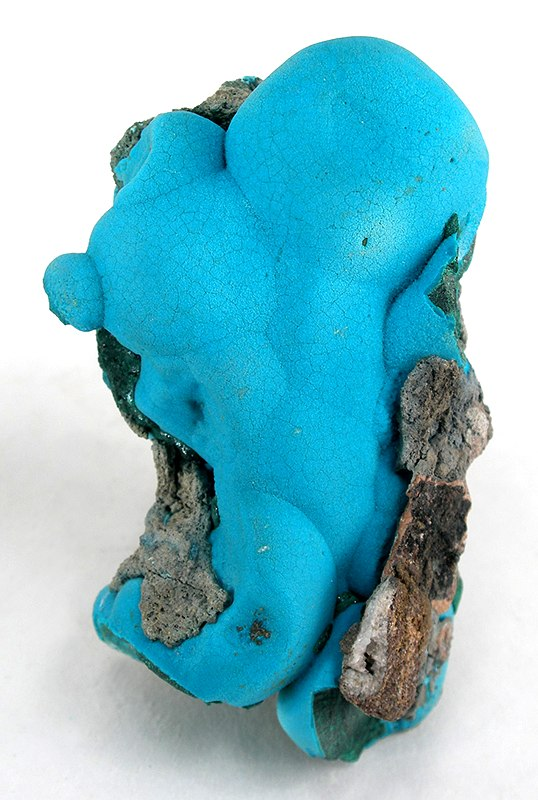
Crisocol·la estalactítica
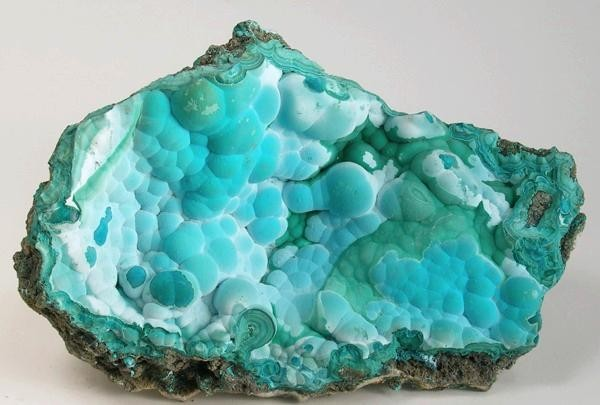
Crisocol·la botrioide

Segons la classificació de Nickel-Strunz, la crisocol·la pertany a «09.ED: fil·losilicats amb capes de caolinita, compostos per xarxes tetraèdriques i octaèdriques», juntament amb els minerals següents: dickita, caolinita, nacrita, odinita, hal·loysita, hisingerita, hal·loysita-7Å, amesita, antigorita, berthierina, brindleyita, caryopilita, crisòtil, cronstedtita, fraipontita, greenalita, kellyita, lizardita, manandonita, nepouita, pecoraita, guidottiita, al·lòfana, imogolita, neotocita, bismutoferrita i chapmanita.
Un estudi realitzat l'any 2006 va llançar evidències que la crisocol·la podria ser, en realitat, una barreja microscòpica de mineral d'hidròxid de coure, spertiniïta, silici (probablement calcedònia o òpal) i aigua, i no una espècie en si mateixa.

## Formació
Es troba formant incrustacions en la roca, en masses estalactítiques o bé emplenant vetes, amb un intens color verd brillant a blavós. Es forma en la part superior dels jaciments de coure, a la zona d'oxidació, per la qual cosa és fàcil trobar crisocol·la associada a altres minerals del coure com són la cuprita, atzurita, malaquita i molts altres minerals secundaris del coure, com la limonita. Aquesta característica feu que fóra usada pels miners de l'antiguitat com a indicador en la superfície de jaciments de coure.

## Varietats
Es coneixen tres varietats de crisocol·la:
- La cianocalcita, una varietat rica en fòsfor.[3]
- La crisocol·la alumínica, una varietat que conté alumini també anomenada aluminocrisocol·la.[4]
- La crisocol·la ferroalumínica, una varietat amb contingut de ferro i alumini.[5]